# Samuel White Baker
Samuel White Baker (London, 8. lipnja 1821. – Sanford Orleigh, 30. prosinca 1893.), engleski istraživač.
Istraživao je područje izvora Nila, otkrio je Albertovo jezero, vodopad Murchinson i vezu između Viktorijina i Albertova jezera. 
Poslije je istraživao i opisao Cipar, Indiju, Cejlon, Siriju, SAD i Japan.

## Djela
- "Cipar kako sam ga vidio 1879.",
- "Abesinijski pritoci Nila",
- "Osam godina lutanja po Cejlonu".